# Großbank

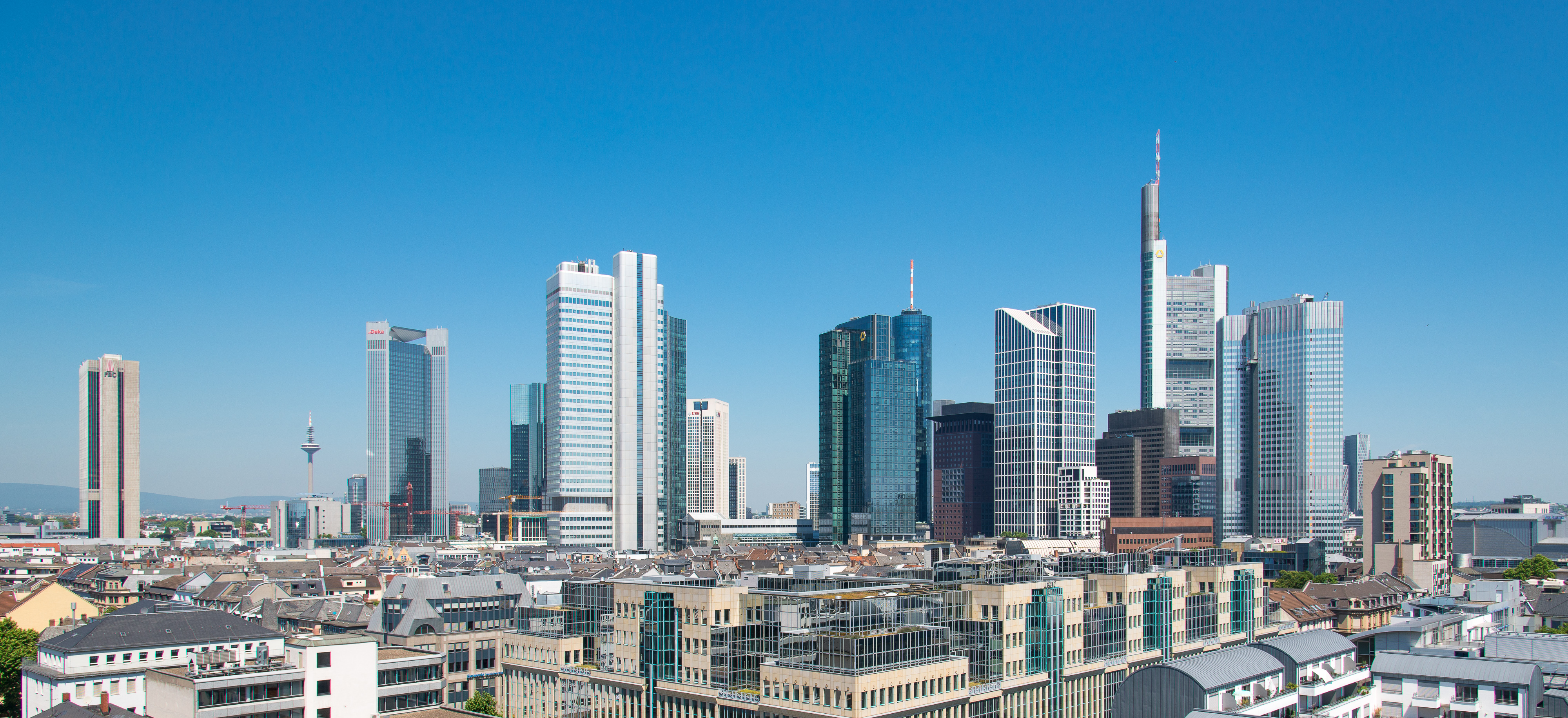
Blick von Westen auf die Wolkenkratzer der Großbanken im Frankfurter Bankenviertel (Juni 2015)

Eine Großbank ist ein Kreditinstitut, dessen Betriebsgröße gemessen an Bilanzsumme oder Geschäftsvolumen die Bankengröße anderer Kreditinstitute deutlich übersteigt und in die Kategorie eines Großunternehmens gehört.

## Funktion von Großbanken
Auf internationale Großbanken entfallen die größten Marktanteile am internationalen Kreditverkehr. Auch internationale Großbanken machen aus Gründen der Risikominderung selbst bei erstklassigen Kreditnehmern (insbesondere bei multinationalen Nichtbanken) vom Finanzierungsinstrument des Konsortialkredits Gebrauch. Tendenziell begünstigt sind dabei internationale Großbanken, die nicht nur auf der Aufwandsseite in den Genuss der Kostendegression bei wachsender Betriebsgröße kommen, sondern auch auf der Ertragsseite Nutzen aus der unausgewogenen Gebührenstruktur des Kreditmarktes ziehen, da die Lead-Manager einen ungleich höheren Anteil des gesamten Gebührenaufkommens als die übrigen Konsorten erhalten. Typisch für Großbanken ist insbesondere die Übernahme von Beteiligungen an anderen Finanzinstituten oder Nichtbanken und der Wertpapierhandel in allen Ausprägungen bis zum Emissionskonsortium.
Sie fokussieren sich häufig auf bestimmte Bankgeschäfte und Finanzprodukte, die für andere Banken aus Gründen der Kapitalkraft oder des Know-how nicht in Frage kommen. So sind Großbanken bei bedeutenden Anleihe- und Kreditkonsortien meist Konsortialführer und übernehmen dort hohe Konsortialquoten. Das liegt wiederum am oft absolut höheren haftendem Eigenkapital, das höhere Großkredite ermöglicht. Sie haben ihre Aktivitäten im Investment Banking und anderen honorarbasierten Indifferenzgeschäften durch Akquisitionen ausgebaut. Nur wenige internationale Großbanken sind in der Lage, die anspruchsvollen Bedürfnisse im Cash Management großer Nichtbank-Konzerne abzudecken. Für internationale Großbanken ist die Projektfinanzierung heute zu einem festen Bestandteil ihrer Angebotspalette geworden. Das setzt voraus, dass die Banken bereit sind, ihre industriellen Kunden bei der Entwicklung von Großprojekten weltweit mit der Finanzierung zu begleiten. Internationale Großbanken übernehmen die Rolle der Panel-Banks bei den weltweit wichtigsten Referenzzinssätzen wie LIBOR oder EURIBOR. Typische Organisationsform der Großbanken ist die Aktienbank, deren Grundkapital als Aktien auf dem Kapitalmarkt gehandelt wird.
Neben bankbetrieblichen Überlegungen kann das strategische Ziel von Banken, größer zu werden, auch im Moral Hazard zu sehen sein, wenn eine Bank den größenbedingten Status der Systemrelevanz erreichen möchte. Sie kann dann damit rechnen, im Fall der Bankenkrise durch den Staat oder staatliche Institutionen als „Too big to fail“ gerettet zu werden. Der Status als Großbank veranlasst den Financial Stability Board (FSB) meist, sie als „systemically important financial institution“ (systemisch relevantes Finanzinstitut) einzustufen. Diese FSB-Großbanken unterliegen damit einer besonderen Überwachung und strengeren Anforderungen an die Ausstattung mit Eigenkapital.
Empirische Analysen zeigen, dass Großbanken im Durchschnitt höhere eigene und systemische Risiken hervorbringen als kleinere Banken, insbesondere bei zu geringem Eigenkapital und unstabiler Refinanzierung. Es zeigt sich, dass Großbanken wegen des „Too big to fail“ häufig größere staatliche Unterstützung erhalten als kleinere Banken, was zu einer Intensivierung risikoerhöhender Anreize führen kann. Deshalb müssen ab Januar 2016 die Großbanken verschiedene Kapitalpuffer aufbauen, und zwar einen Kapitalpuffer für systemische Risiken nach § 10e KWG, einen Kapitalpuffer für global systemrelevante Institute nach § 10f KWG und für anderweitig systemrelevante Institute nach § 10g KWG bilden, wenn die gesetzlichen Voraussetzungen hierfür erfüllt sind. Die weltweit 30 größten Großbanken müssen darüber hinaus im Rahmen der Total Loss-Absorbing Capacity (TLAC) („Fähigkeit, Verluste auffangen zu können“) zum vorhandenen Kernkapital zusätzliche Kapitalpuffer bilden. Dadurch sollen bis 2022 die Gesamtkapitalquoten auf mindestens 18 % steigen.

## Geschichte

### Gründerzeit
Der deutsche Bankenmarkt setzte sich bis zur Gründerzeit aus Privatbankiers, Sparkassen und anderen Instituten wie Genossenschaftsbanken und Notenbanken zusammen. In jener Zeit entstand eine neue Gruppe von Banken, und zwar Private Banken in der Rechtsform von Aktiengesellschaften. Die erste als Aktiengesellschaft (AG) geführte Privatbank war der A. Schaaffhausen’sche Bankverein, der seit dem 28. August 1848 als AG weitergeführt wurde. Die Privataktienbanken wuchsen rasch, und die größten unter ihnen wurden als Großbanken bezeichnet.

### Wachstum bis in die Zwischenkriegszeit
Innerhalb des Bankwesens wiesen die deutschen Großbanken zwischen 1895 und 1913 das größte Wachstum auf, erreichten dennoch keinen dominierenden Marktanteil. Nicht nur durch wachsendes Geschäftsvolumen, sondern auch durch Kapitalerhöhungen erhöhte sich der Abstand zwischen den Instituten. Insbesondere der A. Schaaffhausen’sche Bankverein oder die Commerzbank verzichteten auf Kapitalmaßnahmen, so dass sich ihr Abstand zu den führenden Instituten vergrößerte. Das größte Bilanzsummenwachstum wiesen zwischen 1881 und 1890 die Nationalbank für Deutschland (267 %), Dresdner Bank (195 %), Berliner Handelsgesellschaft (105 %), Deutsche Bank (92 %) und die Commerzbank (40,2 %) auf. Für Johann Christian Eberle rissen 1912 die Großbanken „durch ihre lediglich als Aufsaugapparate arbeitenden Depositenkassen die Spargroschen der Kleinen an sich, um sie den Großen (gemeint ist die Großindustrie) darzubieten,…“. Für Werner Sombart galten Großbanken im Jahre 1919 als die „Zwingburgen des Kapitalismus“. Friedrich Böttcher teilte die Banken 1929 nach ihrer „Kapitalkraft“ (Höhe des Grundkapitals) in Klein-, Mittel- und Großbanken auf und listete die Deutsche Bank (150 Millionen Mark), Disconto-Gesellschaft (135) und Dresdner Bank (100) als größte auf.
Das Wachstum zu Großbanken entstand vorwiegend durch Übernahme von Dutzenden kleineren und mittleren Regionalbanken im Zeitraum von 1900 bis 1930. Die erste Großfusion in Deutschland war das Zusammengehen der Deutschen Bank und der Disconto-Gesellschaft im Oktober 1929. Fusionen und Insolvenzen während der deutschen Bankenkrise vom Juni 1931 ließen die Zahl der Großbanken auf drei Institute schmelzen. Übrig blieben Deutsche Bank, Dresdner Bank und Commerzbank. Als deren Aktienkurse fielen, versuchten sie durch – damals erlaubte – Aktienrückkäufe den Kurs zu stabilisieren, was jedoch deren haftendes Eigenkapital verringerte. Daher verfügte die Darmstädter und Nationalbank lediglich noch über fast 50 % reales Eigenkapital, die Commerz- und Privatbank über 50 %, Dresdner 66 % und Deutsche Bank und Disconto-Gesellschaft über 88 %.In England führte eine Fusionswelle bereits 1917/1918 zu den fünf Großbanken „Big Five“ Barclays Bank, Midland Bank, National Westminster Bank, Lloyds Banking Group und National Provincial Bank. Letztere fusionierte 1968 mit der Westminster Bank, so dass die Big Four übrig blieben.
In der Schweiz dehnten die Großbanken ihre Marktanteile zwischen 1930 und 1998 zu Lasten vor allem der Kantonalbanken und Regionalbanken/Sparkassen aus. Die Anzahl Großbanken hat sich über die Jahrzehnte durch Zusammenschlüsse und Übernahmen auf zwei reduziert. Die größte Fusion war 1998 der Zusammenschluss der Schweizerischen Bankgesellschaft (UBS) und des Schweizerischen Bankvereins zur neuen UBS. Der Marktanteil der zwei Großbanken (UBS und Credit Suisse) lag 2021 bei rund 30 %. Am 12. Juni 2023 wurde die Credit Suisse von der UBS übernommen.

### Zerschlagung und Wiedervereinigung der Großbanken Westdeutschlands in der Nachkriegszeit
Nach dem Zweiten Weltkrieg legte der Amerikaner Joseph M. Dodge im Dezember 1945 einen Bankenplan über die Dezentralisierung und Zerschlagung der deutschen Großbanken vor, den der Alliierte Kontrollrat am 21. Oktober 1946 beriet. Mit den Großbanken sollte eine in bestimmten Bereichen dominierende Marktmacht im Kreditwesen verschwinden, um die Konkurrenzbedingungen für kleinere Mitbewerber wie für die Bankkunden zu verbessern. Mangels Einigung beschloss am 6. Mai 1947 die amerikanische Militärregierung mit Gesetz Nr. 57, die in ihrer Zone befindlichen Filialbezirke der Deutschen Bank, Dresdner Bank und Commerzbank zu separieren. Dem Gesetz schlossen sich die französische und die britische Militärregierung mit Gesetzen vom 1. Oktober 1947 bzw. 1. April 1948 an. Dadurch wurden die Großbanken von den alliierten Siegermächten zerschlagen und in den Westzonen in 30 Teilbanken aufgeteilt. Im März 1949 begannen Aktivitäten, mit denen die Öffentlichkeit in den angelsächsischen Ländern auf eine Rezentralisierung der Großbanken in Deutschland eingestimmt werden sollte. Verhandlungen hierüber begannen im Oktober 1949, am 12. und 13. Januar 1950 befasste sich der Bundestagsausschuss „Geld und Kredit“ mit der Frage der Neugliederung des Bankensystems, gelangte jedoch nur zu einer Aufforderung an die Bundesregierung, sich mit dem Großbankenproblem möglichst schnell zu befassen.
Der Zentralbankrat der Bank deutscher Länder beauftragte am 10. Februar 1950 das Direktorium, „Vorschläge zur Neuordnung der Großbanken…zu unterbreiten“. Nach langwierigen Sondierungen entstand ein Großbankengesetz („Gesetz über den Niederlassungsbereich von Kreditinstituten“) vom März 1952, das die Auflösung der Großbanken bestätigte und die Anzahl der Teilinstitute verringerte. Es erlaubte eine teilweise Wiederzusammenführung der Regionalinstitute in drei Regionen. Durch die Ausgründungen im September 1952 erhielten die Geschäftsbereiche der bisherigen Großbanken jeweils ein Nachfolgeinstitut. Das Fusionsgesetz (offiziell „Gesetz zur Aufhebung der Niederlassungsbereiche von Kreditinstituten“) vom Dezember 1956 hob dieses „Großbankengesetz“ wieder auf und ermöglichte die Wiedervereinigung der Nachfolgebanken zu den heutigen Großbanken (siehe auch Restquote). Darüber hinaus hob es das Verbot personeller Verflechtungen der Geschäftsleitungen der Nachfolgebanken (Personalunion), deren finanzielle Beteiligungen untereinander (Überkreuzbeteiligung) und die ausschließliche Emission von Namensaktien auf. Seit 1957 unterhalten die Deutsche und Dresdner Bank ihren Sitz in Frankfurt am Main, seit 1958 hat die Commerzbank ihren Sitz in Düsseldorf.

### Weitere Entwicklungen
Als im Oktober 1970 Bankleitzahlen eingeführt wurden, berücksichtigte man in der vierten Stelle das Gironetz, dem ein Institut angehört. Die drei Großbanken unterhielten jeweils eigene Gironetze und bekamen daher eigene Leitziffern. Fusionsimpulse in den USA gab es 1990 durch die Aufhebung des Trennbanksystems sowie 2000, als wesentliche regionale Einschränkungen entfielen. Die Anzahl der „Commercial Banks“ in den USA sank von Ende 1990 bis Mitte 2005 von 12.343 auf 7.549, während die Anzahl der Filialen und vor allem der Bankautomaten stieg. Ebenso löste in Italien die Veränderung der gesetzlichen Rahmenbedingungen eine Privatisierungswelle verbunden mit einer starken Fusionsdynamik aus. Grenzüberschreitende Fusionen in Europa entstanden vorwiegend erst im Zuge der Vereinheitlichung der Marktbedingungen, der Aufhebung nationaler Schutzmechanismen und der Einführung der Eurozone.
Auf die deutschen Großbanken entfiel im Jahre 2014 – gemessen am Geschäftsvolumen – ein Marktanteil von 18,4 %, gefolgt von den Sparkassen (16,6 %), Regional- und Kreditbanken (16,1 %), dem Genossenschaftssektor (15,1 %) und den Landesbanken (14,1 %). Fasst man Sparkassen und Landesbanken zu einem Sektor zusammen, führen sie mit einem Marktanteil von 30,7 %.

## Gliederung der Deutschen Bundesbank
Die Deutsche Bundesbank führt Großbanken in ihrer Bankenstatistik als Untergruppe der Kreditbanken auf, zusammen mit den Regionalbanken, sonstigen Kreditbanken und den Zweigstellen ausländischer Banken.
Großbanken sind der Bundesbank zufolge gekennzeichnet durch ihr überregionales, deutschlandweites und meist internationales Geschäftsgebiet und die Rechtsform einer Aktiengesellschaft.
Die Größenunterschiede zwischen deutschen Banken sind sehr ausgeprägt. Den Groß- und Landesbanken, die in der Regel auch international aktiv sind, steht eine Vielzahl mittlerer und kleinerer Banken gegenüber.
Die Untergruppe Großbanken umfasst laut Statistik der Deutschen Bundesbank folgende Kreditinstitute:
- Deutsche Bank
- Commerzbank
- UniCredit Bank AG (seit Januar 1999, vormals „Bayerische Hypo- und Vereinsbank“)

Bis zum 15. Mai 2020 zählte die Rechtsnachfolgerin der ehemaligen Deutschen Postbank AG, die DB Privat- und Firmenkundenbank AG, ebenfalls als Großbank, fusionierte zum 15. Mai 2020 allerdings auf die Deutsche Bank Aktiengesellschaft, wodurch nur noch drei Großbanken in Deutschland existieren.

## Betriebswirtschaftliche Aspekte

### Allgemeine Betriebswirtschaftslehre
Auf Großbanken treffen in der Betriebswirtschaftslehre dieselben Aspekte zu wie auf Großunternehmen. Diese weisen gegenüber kleinen und mittleren Unternehmen einige Besonderheiten auf. Dazu gehören insbesondere Fragen der Organisation, Kostensenkungen durch das Gesetz der Massenproduktion und Skaleneffekte. Der Betriebsgrößeneffekt erklärt sich dadurch, dass Großbetriebe potenziell insgesamt kostengünstiger zu produzieren in der Lage sind als kleine und mittlere Unternehmen. Nach dem Gesetz der Massenproduktion wird der Fixkostenanteil bei zunehmender Kapazitätsauslastung pro Stück kleiner, es entstehen Größenvorteile. Wird durch die Erhöhung der Kapazität eine Kostensenkung erreicht, spricht man von Economies of Scale (statische Skaleneffekte). Hohe Fixkosten erfordern eine Produktion in großen Mengen, die in Großbetrieben eher wahrscheinlich ist. Großunternehmen ziehen oft größere Marktanteile und mehr Marktmacht auf sich, so dass sie auf einigen Märkten die Preisführerschaft übernehmen können.

### Bankbetriebslehre
Neben den allgemeinen betriebswirtschaftlichen Besonderheiten gibt es bei Großbanken noch bankbetriebliche Eigenheiten. Die Fixkostendegression gilt für die fixkostenintensiven Großbanken in besonderem Maße. Sie müssen deshalb für eine hohe Kapazitätsauslastung sorgen. Je mehr Bankkunden als Zahlungspflichtiger und Zahlungsempfänger ein Girokonto bei derselben Bank unterhalten, umso geringer ist im bargeldlosen Zahlungsverkehr der Liquiditätsabfluss („interne Verrechnung“). Je größer mithin ein Institut ist, umso wahrscheinlicher ist es, dass Zahlungen innerhalb desselben Instituts verrechnet werden können und nicht liquiditätsbelastend das Institutsnetz verlassen. Filialgroßbanken verfügen über ein flächendeckendes, überregionales Zweigstellennetz, das zur Verbesserung der „internen Verrechnung“ beiträgt. Großbanken sind ein Produkt der Konzentration und Rationalisierung der Bankwirtschaft. Sie verdrängen und beseitigen nicht nur den Privatbankier und die Kleinbank, sie bedingen von der Organisation her auch eine andere Geschäftsgebarung. Großbanken sind zwar nicht davor geschützt, durch andere Großbanken übernommen zu werden (Übernahme der Dresdner Bank durch die Commerzbank im Mai 2009), doch kann ihre hohe Börsenkapitalisierung ein Übernahmehindernis darstellen.
Gemeinsam ist den Großbanken, dass sie
- in der Rechtsform der Aktiengesellschaft firmieren,
- ein großes Geschäftsvolumen und damit einen großen Marktanteil aufweisen,
- über ein umfangreiches nationales und internationales Filialnetz verfügen und
- als Universalbanken fungieren.

Großbanken repräsentieren den klassischen Typ der Universalbank.

## Sonstiges
Zahlungsbedingungen sehen oft als Sicherheit die „Bürgschaft einer deutschen Großbank, Sparkasse oder Kreditversicherung“ vor. Dies ist dem BGH zufolge unbedenklich, obwohl dadurch Kleinbanken und Genossenschaftsbanken diskriminiert werden. Hierdurch sollen nur „taugliche Bürgen“ – also solvente Kreditinstitute – ausgewählt werden. Großbank in diesem Sinne sind die in der Bankenstatistik der Bundesbank aufgeführten Kreditinstitute.
Großbanken gelten als kapitalmarktorientierte Kapitalgesellschaften und müssen deshalb in allen EU-Mitgliedstaaten bei ihrer Rechnungslegung die IFRS-Vorschriften beachten (in Deutschland: § 315e HGB).

## Weitere Entwicklung
Das Trennbankengesetz vom August 2013 führte unter anderem mit § 25f KWG für Universalbanken ein Trennbankensystem ein, wonach die Aktivitäten der Investmentbank aus der Geschäftsbank auszugliedern sind. Bis Juli 2016 sind bei Großbanken sämtliche Bankgeschäfte im Sinne des § 3 Abs. 2 und 4 KWG in einem wirtschaftlich, organisatorisch und rechtlich eigenständigen Unternehmen (Finanzhandelsinstitut) zu betreiben. Es handelt sich hierbei um „verbotene Geschäfte“, zu denen der Eigenhandel in Derivaten und Wertpapieren mit Ausnahme als Market-Maker oder Kredit- und Garantiegeschäfte mit Hedgefonds gehören. Eine Materialitätsschwelle sieht vor, dass nur Großbanken betroffen sind, deren Handelsbestand und Liquiditätsreserve 100 Mrd. Euro (absoluter Schwellenwert) oder 20 % ihrer Bilanzsumme überschreiten und mindestens 90 Mrd. Euro erreichen (relativer Schwellenwert). § 25f Abs. 1 und § 64s Abs. 2 KWG bestimmen, dass ab dem 1. Juli 2015 CRR-Kreditinstitute innerhalb eines Jahres nach Überschreitung der Schwellenwerte zwei Formen des Eigenhandels, nämlich
- das durch § 1 Abs. 1a Satz 3 KWG als Eigenhandel fingierte Eigengeschäft (§ 3 Abs. 2 Satz 2 Nr. 1 KWG) (mit Ausnahme des Eigenhandels im Kundenauftrag) und
- den Eigenhandel mittels einer hochfrequenten algorithmischen Handelstechnik (§ 1 Abs. 1a Satz 2 Nr. 4d KWG) – ausgenommen Market Making – sowie
- das Kredit- und Garantiegeschäft mit Hedgefonds

in ein Finanzhandelsinstitut auszugliedern haben.

## International
Während in Deutschland die Marktanteile der fünf größten Banken von 23 % (2008) auf 33 % (2012) gestiegen sind, ist die Marktkonzentration im Ausland noch wesentlich höher. Die Marktanteile lagen in Großbritannien bei 35 % (41 %), Spanien 42 % (51 %), in Griechenland bei 70 % (80 %). In den Niederlanden entfällt auf die fünf größten Banken ein Marktanteil von 82,1 % (2008: 86,7 %). Dies ist in Spanien und Griechenland auf die dortigen Bankenkrisen zurückzuführen, die auch zu einer Abwanderung der Kunden zu den Großbanken geführt haben.
Weltweit führen als Großbanken – gemessen an der Marktkapitalisierung (Stand 2015) – die Industrial and Commercial Bank of China (311 Milliarden US-Dollar), gefolgt von Wells Fargo (285), China Construction Bank (245), JPMorgan Chase (236), Bank of China (223), Agricultural Bank of China (206), HSBC (193), Bank of America (167), Citigroup (162) und die Commonwealth Bank of Australia (114) die Liste der Großbanken an. In den USA führt Wells Fargo die Liste der größten Banken an, gefolgt von JPMorgan Chase (236), Bank of America (167), Citigroup (162) und Goldman Sachs (88). In der Schweiz fasst die Bankenstatistik der Schweizerischen Nationalbank die Banken als Großbanken zusammen, die alle Geschäfte, insbesondere das Investmentbanking, anbieten und global tätig sind. Ab 2005 fielen nur noch Credit Suisse und UBS, welche inzwischen fusionierten, in diese Gruppe. In Österreich werden zur Gruppe der Großbanken die Raiffeisen Bank International, Bank Austria, die Erste Bank und die BAWAG P.S.K. gezählt. Als Folge der Schwedischen Bankenkrise von 1990 bis 1992, bei der viele kleine Banken fusionieren mussten, bildeten sich in Schweden vier Großbanken, die den Markt beherrschen. Dies sind die SEB, Svenska Handelsbanken, Nordea und Swedbank. Weitere international bekannte Großbanken sind Intesa Sanpaolo, UniCredit, Westpac, Banco Itaú, Banco Bradesco, Royal Bank of Canada, Toronto-Dominion Bank, ICICI Bank, Mizuho Financial Group, Sumitomo Mitsui Financial Group, BNP Paribas, State Street, SunTrust Banks, U.S. Bancorp, Société Générale und die Bank of New York Mellon.